# Riu Futaleufú
El Futaleufú (també conegut com a Grande) és un riu, alimentat per llacs del Parc Nacional Los Alerces a la província de Chubut a l'Argentina; travessa la serralada dels Andes cap a Xile i desemboca en el llac Yelcho. Dos megaloprojectes a Xile per construir embassaments a Xile per l'explotació hidroelèctrica van ser abandonats el 2016 sota la pressió de grups de protecció del medi ambient.
Futaleufú en mapudungun significa «gran riu» (fütra lhewfu/ḻewfu). Dona el nom al departament Futaleufú de la província de Chubut, a Argentina, i al municipi xilè de Futaleufú, situada a la X regió dels Lagos, a la província de Palena.

## Recorregut
Riu amunt el 1976 s'ha creat el pantà i central hidroelèctrica d'Amutui Quimey, forneix energia per a la planta d'alumini Aluar a Puerto Madryn. L'embassament es troba a una altitud de 481 m dins del Parc Nacional Los Alerces. És alimentat per diversos rierols i rius com el Huemul i el Frey. La conca inclou a més els llacs Futalaufquen, Rivadavia i Cholila.
Després del parc nacional, el riu rep les aportacions dels rius Corintos, Percey i Antefal, entre altres cursos d'aigua menors, en una àmplia vall producte de l'antic llit del Llac del 16 d'Octubre. A partir d'aquí és molt sinuós, amb meandres encaixats i almenys un nivell de terrasses glaciofluvials. També, rep diversos afluents com el riu Baggle, i passa prop de la localitat de Los Cipreses. La conca, dins de l'Argentina, té una superfície de 6.788 km².
Travessa la frontera cap a Xile entre les fites 14 i 15 de la frontera internacional, i continua cap a l'oest per arribar al llac Yelcho. Després continua a través del riu Yelcho fins a l'oceà Pacífic. A més, en aquest tram, també s'han proposat tres embassaments i centrals hidroelèctriques que haurien el cabal lliure final del riu. La ONG xilena Futaleufú Riverkeeper va actuar i continua actuant per protegir i conservar la conca del riu. Es van encarar amb l'empresa Endesa (actualment Enel) que hauria hagut d'enllestir la presa amb una capacitat de 1.367 MW per a la fi de 2012. Des del 2014 van començar a circular els rumors que el projecte seria abandonat. El 2016 Endesa va confirmar que abandonava els seus drets a l'explotació. A la regió patagona, és el segon més gran projecte abandonat després del projecte d'HydroAysén, abandonat el 2014 sota la pressió de les protestes.

## Economia
La conca del Futaleufú és una zona turística molt important i el riu es coneix per les seves aigües blaves del desglaç de les glaceres. Atreu rafters i caiaquers de tot el món. També és reconegut per la pràctica de la pesca amb mosca. A més del turisme, les principals activitats econòmiques hi són la ramaderia, els productes forestals i la pesca (de la truita i el salmó del Pacífic, entre altres espècies) a ambdós costats de la frontera.

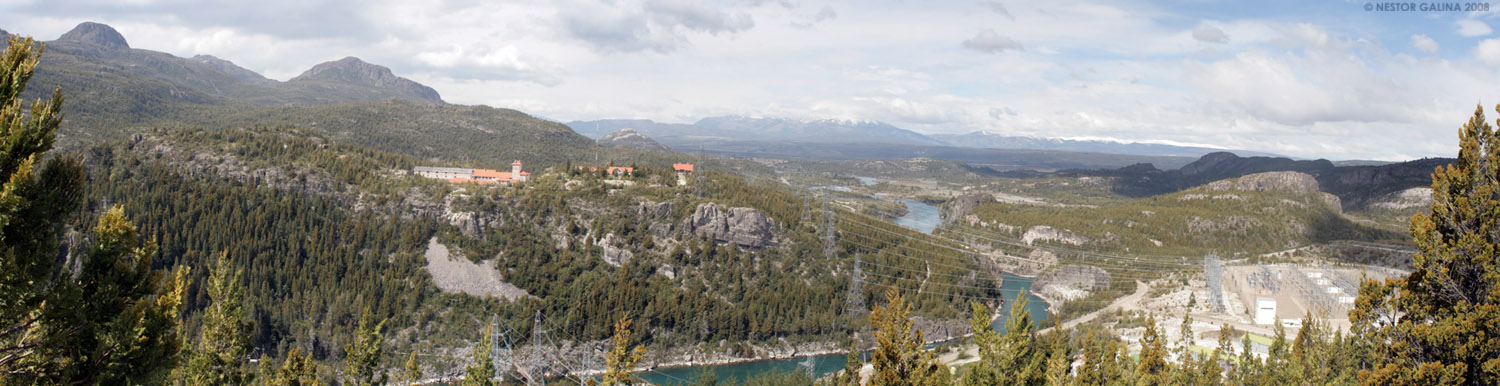
Complex hidroelèctric Futaleufú (Argentina)
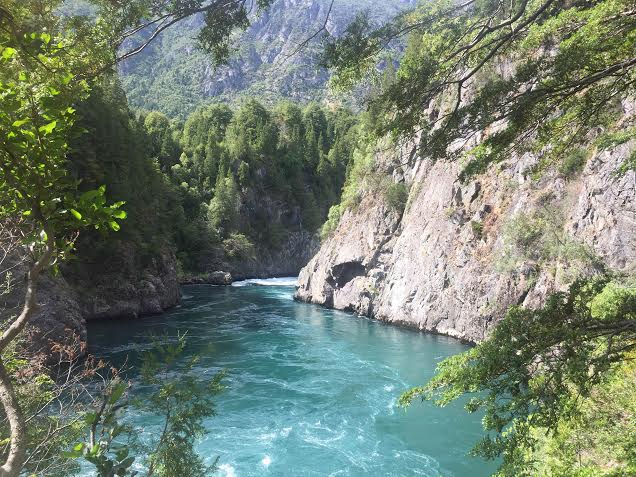
Entrada al Cajón del Infierno del riu Futaleufú